# Kirs
Kirs (russisch Кирс) ist eine Stadt in der Oblast Kirow (Russland) mit 10.420 Einwohnern (Stand 14. Oktober 2010). Die Stadt ist Verwaltungszentrum des Rajons Werchnjaja Kama (Obere Kama) und liegt etwa 220 km nordöstlich der Oblasthauptstadt Kirow nahe der Mündung des Flusses Kirs in die Wjatka, einen rechten Nebenfluss der Kama.

## Geschichte
Kirs entstand 1729 als Arbeitersiedlung mit der Errichtung einer Eisengießerei durch Kaufmann Grigori Wjasemski. Der Ort wurde nach dem gleichnamigen Fluss benannt, dessen Name ursprünglich aus der Komi-Sprache stammt und dort „steiles Ufer“ bedeutet. In den 1860er-Jahren wurde die Gießerei vom Staat aufgekauft und wesentlich erweitert, jedoch erhielt Kirs erst 1965 Stadtrecht.

### Bevölkerungsentwicklung
| Jahr | Einwohner |
| ---- | --------- |
| 1939 | 6.562     |
| 1959 | 10.859    |
| 1970 | 14.169    |
| 1979 | 14.387    |
| 1989 | 14.200    |
| 2002 | 11.786    |
| 2010 | 10.420    |

Anmerkung: Volkszählungsdaten

## Wirtschaft
Heute ist die Industrie in Kirs mit Betrieben der Lebensmittel- und Holzindustrie sowie einem Kabelwerk vertreten.

## Sehenswürdigkeiten
Zu den historischen Sehenswürdigkeiten der Stadt gehört die von 1894 bis 1915 erbaute Schutz-und-Fürbitte-Kirche (Покровская церковь), ein Geschichtsmuseum sowie ein in den 1730er-Jahren angelegter künstlicher Teich, mit dessen Wasser ursprünglich die mechanischen Anlagen der Eisengießerei betrieben wurden.

## Persönlichkeiten
- Alexander Smirnow (* 1996), Fußballspieler